# Enicospilus lebophagus
Enicospilus lebophagus là một loài tò vò trong họ Ichneumonidae.